# واقعية الحس السليم الإسكتلندية

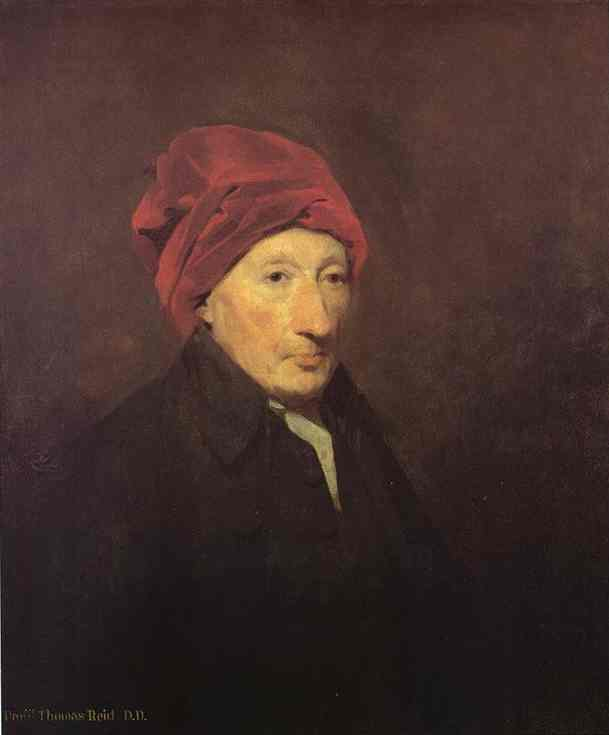

واقعية الحس السليم الإسكتلندية، والمعروفة أيضًا باسم المدرسة الإسكتلندية للحس السليم، هي مدرسة فلسفية واقعية نشأت من أفكار الفلاسفة الإسكتلنديين أمثال توماس ريد، وآدم فيرغسون، وجيمس بيتي، ودوغالد ستيوارت خلال حقبة التنوير الإسكتلندي في القرن الثامن عشر. أكد ريد على قدرة الإنسان الفطرية على إدراك الأفكار العامة وأن هذه العملية متأصلة في حكم الإنسان ومترابطة معه. إذًا، الحس السليم هو أساس البحث الفلسفي. رغم أن أكثر ما تُشتهر به هو معارضتها للفلسفة السائدة لديفيد هيوم، ففلسفة الحس السليم الإسكتلندية مؤثرة وواضحة في أعمال توماس جيفرسون والسياسة الأمريكية في أواخر القرن الثامن عشر.

## تاريخها
كانت المدرسة الحس السليم الإسكتلندية فلسفة أبستمولوجية (معرفية) ازدهرت في إسكتلندا في أواخر القرن الثامن عشر وأوائل القرن التاسع عشر. يمكن إيجاد جذورها في الردود على كتابات الفلاسفة مثل جون لوك وجورج بيركلي وديفيد هيوم، وكان أبرز أعضائها دوغالد ستيوارت وتوماس ريد وويليام هاميلتون. من الناحية الفلسفية، كانت الواقعية الإسكتلندية بمثابة دحض للشكوكية مع مواكبة التعاليم المؤثرة لإسحاق نيوتن وفرانسيس بيكون. على الرغم من الاستهانة بها إلى حد كبير لسنوات عديدة، فإن تأثيرها على الفلاسفة في أماكن أخرى من أوروبا، ناهيك عن الولايات المتحدة، له أهمية كبيرة.
كان أحد الاهتمامات المركزية للمدرسة هو الدفاع عن «الفطرة السليمة» ضد المفارقات الفلسفية والشكوكية. جادلت المدرسة بأن معتقدات الحس السليم هي التي تحكم كلًا من حياة وأفكار أولئك الذين ينكرون المعتقدات غير البديهية، وأن الأمور البديهية (المعتمدة على الحس السليم) متأصلة في عملية اكتساب المعرفة. لم تكن جودة أعمال هذه الفلسفة متسقة عمومًا؛ كان توماس ريد يرغب في استخدام الحس السليم لتطوير الحكمة الفلسفية، بينما أراد العديد من روّاد هذه المدرسة ببساطة استخدام الحس السليم لمهاجمة أي شكل من أشكال التغيير الفكري.

## تعاليمها
أسس ريد المدرسة الإسكتلندية للحس السليم في مواجهة نظرية الأفكار لديكارت. لكن نظرية المعرفة الخاصة بالدليل التجريبي دفعت جون لوك وديفيد هيوم إلى فلسفة متشككة وجدها الواقعيون سخيفة ومخالفة للتجربة الشائعة. هكذا، سيكون هيوم وحجته المتشككة بمثابة الورقة الأساسية في تطوير فلسفة ريد. تحت إرشاد جورج تيرنبول، اعتنق ريد مبادئ الطبيعة الإلهية؛ مستخدمًا مبادئها الأربعة المترابطة كأساس لدحض نظرية الأفكار. طور ريد بشق الأنفس أطروحته «بحثٌ في العقل البشري حول مبادئ الحس السليم» على مدار 40 عامًا، وكان يسعى غالبًا إلى الحصول على مساهمات من الفلاسفة المعاصرين خلال عصر التنوير الإسكتلندي بمن فيهم هيوم.

بيّن ريد المبدأ الأساسي لواقعية الحس السليم:
«إذا كان هناك مبادئ معينة، كما أعتقد أنه يوجد، والتي يقودنا دستور طبيعتنا إلى الإيمان بها، والتي نحن بحاجة إلى أخذها كأمر مسلم به في مسائل الحياة العامة، دون أن نكون قادرين على إعطاء سبب لها – فهذه هي ما نسميها مبادئ الحس السليم؛ وما يتعارض بشكل واضح معها، هو ما نسميه مستحيلًا».
تعود جذور الواقعية الإسكتلندية للحس السليم إلى الفكر الأرسطي وتدعو إلى فلسفة تجريبية وعلمية تكون فيها الثقة بحواسنا ضمنية وضرورية. تُعتبر مبادئ الحس السليم أساسية لتراكماتنا المعرفية بالبنى الطبيعية وما وراء الطبيعية. لكن لا يمكن للملاحظة وحدها أن تفسر كل المعرفة، ويمكن جمع الحقيقة عن طريق التفكير. بكلمات ريد نفسه:
«يمكنني بالمثل تصور شيء فردي موجود بالفعل، مثل كنيسة القديس بولس في لندن. لدي فكرة عن ذلك؛ أتصورها. يبعد الهدف المباشر لهذا التصور مسافة 400 ميل؛ وليس لدي أي سبب لأفكر أنه يؤثر بي أو أنا أوثر به».
يعمل فعل الإدراك والتصور بشكل أساسي في المبادئ أو الملكات أو القوى العقلية (ليهير 784). تدعم الملكات الفكرية مجموعة واسعة من الأحداث العقلية، تلك التي تحدث أفعال التصور في العديد منها (نيكولز وياف). تشمل الأمثلة على التصور الحكم ما إذا كان هناك باب أمامي، أو تخيل وجود باب أمامي، أو استنتاج أن جميع الأبواب لها مقابض (نيكولز وياف). «جميع الملكات عرضة للخطأ»، إذ يوجد دليل على ملكاتنا وحواسنا ولكن ليس على الأشياء التي نتصورها (ليهير 785). لكن، «نحن نثق بها سواء اخترنا ذلك أم لا»، لأنها تسود دائمًا في الحياة اليومية (ليهير 786). تعتمد كامل فلسفة ريد على الملكات غير المضللة. الحواس هي امتداد للملكات؛ فهي تنتج خصائص التصورات (مثل كيف تدل رائحة ما على وجود شيء) وتشكّل أساس معتقداتنا (نيكولز وياف 45). الحرية هي اعتقاد طبيعي آخر من الملكات، وهي مُحمّلة مسبقًا ولا تُقاوم كما تثبت المبادئ الأولى. الملكات هي «أساس الفلسفة الحقيقية، والعلم، والحياة العملية، وبدونها سنقود أنفسنا إلى بؤرة الشكوك واليأس». (ليهير 787)
علّمت المدرسة أن كل شخص لديه تجارب عادية تعطي تأكيدًا حدسيًا على أ) وجود الذات، ب) وجود أشياء حقيقية يمكن رؤيتها والشعور بها ؛ج) بعض «المبادئ الأولى» التي يمكن على أساسها بناء الأخلاق السليمة والمعتقدات الدينية. وضعت هذه المبادئ الأساس لنظرية ريد المؤثرة في الإدراك.
في الممارسة العملية، قدم فلاسفة المدرسة الإسكتلندية تفسيرات علمية للأحداث التاريخية ودعوا إلى اتباع نهج غير متحيز ومتعدد التخصصات في التعليم، وخالٍ من التحيزات الدينية والوطنية.

### نظريات الإدراك
قدم توماس ريد ودوغالد ستيوارت نظريات مترابطة عن الإدراك ومتأصلة في الواقعية الإسكتلندية للحس السليم. وفقًا لنيكولاس وولترستورف من جامعة ييل، يمكن تلخيص فلسفة ريد بشكل غير مثير للجدل إلى أربعة مبادئ أساسية:
(1) إن أهداف أعمال الإدراك هي أهداف خارجية، أي أنها كيانات مستقلة عن العقل وموجودة مكانيًا؛
(2) إن الشرط الضروري والكافي لإدراك جسم خارجي هو أن يسبب هذا الجسم في الشخص تصورًا حوله وإيمانًا فوريًا (غير استنتاجي) به؛
(3) نحن البشر مصنوعون بحيث، في ما يخص الإدراك، يؤدي الجسم الخارجي إلى إحداث تصور له واعتقاد مباشر به، من خلال التسبب بإحساس يؤدي بدوره إلى التصور والاعتقاد الفوري؛
(4) قد يسبب الإحساس، وبالفعل غالبًا ما يسبب، التصور والاعتقاد دون أن يعير المرء انتباهًا كافيًا لهذا الإحساس حتى يتشكل الاعتقاد لديه عنه.
تعترف نظرية إدراك دوغالد ستيوارت بتأثرها الكبير بـ«ريد» الذي أطلق على فلسفته اسم «قوانين الاعتقاد الأساسية». ولكن ستيوارت قدم مقاربة أكثر اعتدالًا للواقعية وأكّدت نظريته الخاصة بالإدراك على استخدام الحواس.